# Purp & Patron
Purp & Patron — подвійний мікстейп американського репера Game, виданий для безкоштовного завантаження 24 січня 2011 р. Гости: DJ Skee, Funkmaster Flex.
Після виходу реліз отримав позитивні відгуки від критиків. За першу добу мікстейп завантажили 200 тис. разів. В інтерв'ю Rolling Stone Game заявив, що результат за три дні становив приблизно 1,1 млн, якщо враховувати всі сайти. Наразі реліз має золотий статус на DatPiff (за критеріями сайту), його безкоштовно завантажили понад 128 тис. разів.

## Передісторія
Очікуючи на точну дату релізу студійного альбому The R.E.D. Album, виконавець вирішив видати Purp & Patron, третій мікстейп випущений для реклами платівки. 7 січня 2011 Game оприлюднив обкладинку й підтвердив вихід роботи. Після її випуску у відповідь на питання репер сказав, що він записав мікстейп за 7 днів.

## Конфлікт
За оприлюдненою інформацією, RZA, продюсер треку «Heartbreaker», оголосив про вимогу заборони продовження протиправної дії (використання інструменталу без його дозволу; внаслідок цього деякі ресурси прибрали композицію). Пізніше RZA спростував це в інтерв'ю King Tech, партнеру RapFix і ведучому Wake Up Show: «…Я б ніколи не притягнув Ґейма до суду… Я люблю цього хлопця…».

### Список пісень
| Диск 1 | Диск 1                                                         | Диск 1            | Диск 1     |
| #      | Назва                                                          | Продюсер(и)       | Тривалість |
| ------ | -------------------------------------------------------------- | ----------------- | ---------- |
| 1.     | «L.A. Times»                                                   | Ervin «EP» Pope   | 4:17       |
| 2.     | «In My '64» (з участю Pharrell та Snoop Dogg)                  | Pharrell          | 3:16       |
| 3.     | «Soo Woo» (з участю Lil Wayne)                                 | Bink              | 4:52       |
| 4.     | «Living Better Now» (з участю Detail та Tools)                 | DJ Shake          | 4:09       |
| 5.     | «R.I.P. Story»                                                 | Nottz             | 3:44       |
| 6.     | «Purp & Patron» (з участю Sam Hook, Menace та TD)              | DJ Shake          | 3:58       |
| 7.     | «I'm the King» (Remix) (з участю Mistah F.A.B. та The Jacka)   | 1500 or Nothin'   | 5:03       |
| 8.     | «Taylor Made» (з участю Wiz Khalifa)                           | Che Vicious       | 3:50       |
| 9.     | «Childrens Story»                                              | Ervin «EP» Pope   | 3:53       |
| 10.    | «Dead»                                                         | 1500 or Nothin'   | 3:32       |
| 11.    | «Ferrari Lifestyle» (з участю Fabolous та Jim Lavigne)         | David D.A. Doman  | 3:26       |
| 12.    | «The Kill»                                                     | Cool & Dre        | 4:23       |
| 13.    | «Heart Breaker» (з участю Rev. Burke)                          | RZA               | 3:56       |
| 14.    | «Purp & Yellow (SKEETOX)» (з участю Wiz Khalifa та Snoop Dogg) | Stargate, Skeetox | 2:54       |

| Диск 2 | Диск 2                                                                                 | Диск 2                         | Диск 2     |
| #      | Назва                                                                                  | Продюсер(и)                    | Тривалість |
| ------ | -------------------------------------------------------------------------------------- | ------------------------------ | ---------- |
| 1.     | «Burn NY» (з участю Mysonne)                                                           | Mike City                      | 5:01       |
| 2.     | «Bad Intentions»                                                                       | DJ Shake                       | 3:11       |
| 3.     | «Khaki Suit» (з участю T-Pain)                                                         | T-Pain                         | 2:33       |
| 4.     | «Wonderful World»                                                                      | DJ Shake                       | 3:06       |
| 5.     | «Ashed to Ashes» (з участю Rick Ross)                                                  | Raw Uncut                      | 2:34       |
| 6.     | «Dedicated» (з участю Pharrell)                                                        | Pharrell                       | 3:12       |
| 7.     | «Soft Rhodes» (з участю Ashanti)                                                       | Dr. Dre                        | 3:46       |
| 8.     | «I Just Want to Fuck» (з участю Kurupt)                                                | Mr. Porter                     | 3:04       |
| 9.     | «187» (з участю Lil Boosie)                                                            | Ervin «EP» Pope                | 3:59       |
| 10.    | «Whip It» (з участю Fabolous)                                                          | DJ Haze                        | 3:29       |
| 11.    | «Favorite DJ» (Remix) (з участю Clinton Sparks, Jim Jones та Bun B)                    | DJ Green Lantern               | 5:12       |
| 12.    | «Supastar» (з участю Mike Epps та Ashley Cole)                                         | Ervin 'EP' Pope                | 5:34       |
| 13.    | «Can a Drummer Get Some» (з участю Travis Barker, Swizz Beatz, Lil Wayne та Rick Ross) | Travis Barker                  | 3:21       |
| 14.    | «History» (з участю Doug E. Fresh, Big Daddy Kane та KRS-One)                          | Ervin «EP» Pope, Doug E. Fresh | 6:07       |
| 15.    | «The Ocean» (з участю Dre та Busta Rhymes)                                             | Dr. Dre, Che Vicious           | 4:34       |

## Purp & Patron: The Hangover
31 січня 2011 вийшов сиквел Purp & Patron: The Hangover. Гост: DJ Skee. Наразі реліз має срібний статус на DatPiff (за критеріями сайту), його безкоштовно завантажили понад 88 тис. разів.

### Список пісень
| #   | Назва | Продюсер(и)                    | Тривалість |
| --- | --- | ------------------------------ | ---------- |
| 1.  | «The Hangover» | Mars з 1500' or Nothin'        | 3:48       |
| 2.  | «California» |                                | 5:15       |
| 3.  | «Yung Stunna» (з участю Birdman) |                                | 3:12       |
| 4.  | «Violin» |                                | 3:56       |
| 5.  | «Sex» |                                | 1:05       |
| 6.  | «White Soft Porn» (з участю Mars, Asher Roth та Tyga)                                                                               | Mars та Renz з 1500 or Nothin' | 3:18       |
| 7.  | «Get Familiar» (з участю Timbaland)                                                                                                 | Timbaland                      | 3:22       |
| 8.  | «Lost» |                                | 3:53       |
| 9.  | «I'm Home» (з участю Kurupt) |                                | 4:17       |
| 10. | «This Way» (з участю JoiStaRR) |                                | 3:36       |
| 11. | «3D» (з участю David Banner) |                                | 3:06       |
| 12. | «Drama» (з участю Ghostface Killah та Joell Ortiz)                                                                                  |                                | 4:24       |
| 13. | «Lovebirds» |                                | 2:19       |
| 14. | «Philly Mega Mix» (з участю Young Chris, Eve, Black Thought, Money Malc, Fat Joe, Fred the Godson, Diggy Simmons та Jermaine Dupri) |                                | 7:52       |
| 15. | «Undefeated» (з участю Busta Rhymes та Marsha Ambrosius)                                                                            |                                | 4:29       |